# 坎普理察森 (加利福尼亞州)
坎普理察森（英語：Camp Richardson）是位於美國加利福尼亞州埃爾多拉多縣的一個非建制地區。該地的面積和人口皆未知。

## 地理
坎普理察森的座標為38°56′04″N 120°02′25″W / 38.93444°N 120.04028°W，而該地的平均海拔高度為1905米（即6250英尺）。